# Ruellia jaliscana
Ruellia jaliscana là một loài thực vật có hoa trong họ Ô rô. Loài này được Standl. miêu tả khoa học đầu tiên năm 1926.